# Xã Shannon, Quận Pottawatomie, Kansas
Xã Shannon (tiếng Anh: Shannon Township) là một xã thuộc quận Pottawatomie, tiểu bang Kansas, Hoa Kỳ. Năm 2010, dân số của xã này là 270 người.